# Pogostemon fraternus
Pogostemon fraternus là một loài thực vật có hoa trong họ Hoa môi. Loài này được Miq. miêu tả khoa học đầu tiên năm 1859.